# James O'Connor (rugby à XV)
Pour les articles homonymes, voir O'Connor et James O'Connor.

a Compétitions nationales et continentales officielles uniquement.

b Matchs officiels uniquement.
Dernière mise à jour le 12 mai 2023.
James David O'Connor, né le 5 juillet 1990 né à Southport en Australie, est un joueur de rugby à XV australien. Né en Australie d'un père néo-zélandais et d'une mère sud-africaine, c'est avec la sélection australienne qu'il devient international en 2008. Après une carrière en Australie, avec les Western Force puis les Melbourne Rebels, il rejoint l'Europe en 2013 pour évoluer avec le club anglais des London Irish puis le club français du Rugby club toulonnais. En janvier 2015, il retourne en Australie, chez les Queensland Reds, pour postuler une place avec les Wallabies en vue de la Coupe du monde 2015. Son retour au club toulonnais est toutefois prévu après cette compétition. Il évolue aux postes de centre, ailier, arrière ou demi d'ouverture.

## Biographie

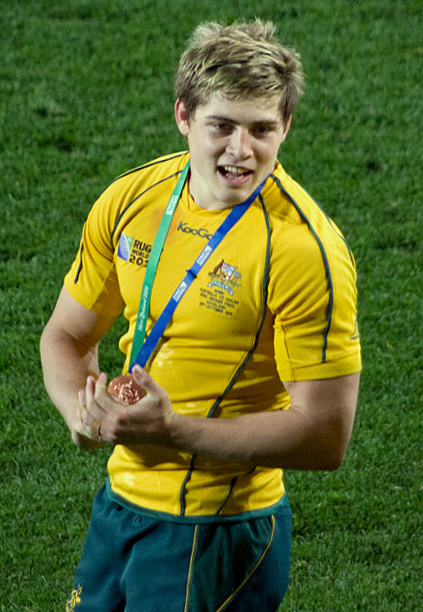
James O'Connor avec la médaille de bronze à la Coupe du monde

James O'Connor vient d'une famille de rugbymen, son père ayant joué pour Wellington alors que son grand-père maternel, alors arrière, avait lui failli devenir un Springbok. Cependant, il débute par le footy, ou football australien, à l'âge de quatre ans, mais se tourne très vite vers le rugby à XIII, sport très populaire en Australie. Malgré ses qualités individuelles dans ce sport, il n'arrive pas à percer. En effet son maigre gabarit l'empêche systématiquement d'être retenu pour les sélections représentatives. Son père le pousse alors vers le XV à l'âge de 14 ans. Dès lors tout s'enchaîne pour lui. Il rejoint le Nudgee College à Brisbane, école très réputée pour sa formation rugbystique. Il est sélectionné avec l'équipe du Queensland des moins de 16 ans où il remporte le titre national, puis est sélectionné avec les Australian Schoolboys. Ses performances avec ces équipes attirent alors bon nombre de franchises aussi bien australiennes que néo-zélandaises, treizistes ou quinzistes. Il préfère rejoindre la Western Force, franchise australienne du Super 14. Il débute avec celle-ci à l'âge de 17 ans et 288 jours lors du match contre les Queensland Reds le 18 avril 2008 et devient alors le plus jeune joueur de l'histoire de la compétition.
C'est le 8 novembre 2008 qu'il honore sa première sélection avec les Wallabies contre l'Italie. Il est à ce jour le second plus jeune joueur à évoluer avec l'équipe nationale australienne de Rugby à XV ; il a alors 18 ans passés de 126 jours. Un an plus tard, en août 2009 lors du Tri-nations, il obtient la confiance de Robbie Deans, et décroche ainsi sa première titularisation à l'arrière avec les Wallabies contre les All Blacks. En septembre 2009, il signe un contrat de deux ans avec la fédération australienne et avec la Western Force.
En juin 2011, il signe un contrat de deux ans avec les Melbourne Rebels.
Le 3 octobre 2013, la Fédération australienne de rugby annonce avoir mis un terme avec effet immédiat au contrat la liant au joueur, en raison de son comportement en dehors du terrain, le laissant ainsi sans club
,
. Il rejoint l'Angleterre pour évoluer avec les London Irish. Le 22 décembre, le journal L'Équipe annonce son transfert pour la saison 2014-2015 au Rugby club toulonnais
. Il joue au sein de celui-ci de juillet à décembre 2014, puis rentre dans son pays en intégrant l'équipe des Queensland Reds afin de postuler dans l'équipe d'Australie pour la coupe du monde 2015. Avec ces derniers, il dispute treize rencontres de Super 15, tous en tant que titulaire, inscrivant 44 points, six pénalités et treize transformations. Il n'est pas retenu par le sélectionneur australien Michael Cheika dans la liste des 40 joueurs pour la préparation du Rugby Championship.
Dans la nuit du 24 au 25 février 2017, James O'Connor est interpellé par la brigade anti-criminalité en possession de deux grammes de cocaïne en compagnie du néo-zélandais Ali Williams, avenue de la Grande-Armée à Paris, à proximité d'une boîte de nuit de l'ouest parisien. Il sera poursuivi pour "usage de stupéfiants". Le 28 février 2017, il est mis à pied par son club, le RC Toulon, avant de réintégrer l'effectif varois un mois plus tard. La Ligue nationale de rugby le sanctionne le 20 avril 2017 pour "comportement de nature à porter atteinte à l'image, à la réputation du rugby, à l'éthique et à la déontologie sportive", il doit effectuer des activités d'intérêt général qui consistent à participer à "15 séances de prévention des conduites à risque à destination des joueurs professionnels".

## Palmarès

### En club
- Finaliste du Championnat de France en 2016, 2017 avec le RC Toulon.
- Vainqueur du Super Rugby AU en 2021 avec le Queensland Reds.
- Vainqueur du Super Rugby en 2025 avec les Crusaders.

### En équipe nationale
- Vainqueur du Tri-nations en 2011 avec l'équipe d'Australie.
- Troisième de la Coupe du monde en 2011 avec l'équipe d'Australie.

### Personnel
- Plus jeune joueur à avoir disputé un match de Super Rugby à l'âge de 17 ans et 288 jours en 2008 avec la Western Force
- 2e plus jeune joueur à avoir joué avec l'équipe d'Australie à l'âge de 18 ans et 126 jours en 2008
- Meilleur marqueur d'essai du Tri-Nations en 2010 (4)
- 2e meilleur réalisateur de la Coupe du monde en 2011 (52 points)
- 2e meilleur réalisateur du Tri-Nations en 2011 (28 points)

## Statistiques en équipe nationale
- 64 sélections (48 fois titulaire, 16 fois remplaçant)
- 276 points (14 essais, 46 transformations, 38 pénalités)
- Sélections par année : 1 en 2008, 13 en 2009, 13 en 2010, 10 en 2011, 7 en 2013, 8 en 2019, 3 en 2020, 6 en 2021, 3 en 2022
- Tri-Nations/Rugby Championship disputés : 2009, 2010, 2011, 2013, 2019, 2020, 2021, 2022

En Coupe du monde :
- 2011 : 6 sélections (Italie, Irlande, Russie, Afrique du Sud, Nouvelle-Zélande, pays de Galles)
- 2019 : 4 sélections (Fidji, pays de Galles, Irlande, Géorgie, Angleterre)